# Сейшельская нектарница
Сейшельская нектарница (лат. Cinnyris dussumieri) — мелкая певчая птица из семейства нектарницевых. Эндемик Сейшельских островов. Видовое латинское название дано в честь французского путешественника Жана-Жака Дюссюмье (1792—1883).

## Описание
Длина птицы составляет от 11 до 12 см. Оперение неприметно серое. У самца имеются переливающееся цветами радуги фиолетово-зелёные пятна на горле и жёлтые пучки перьев под крыльями. Длинный тонкий клюв согнут вниз. Ноги чёрные. Пение самцов поразительно высокое, громкое и резкое.

## Распространение
Сейшельская нектарница населяет почти все горные острова внутри Сейшельских островов. Она принадлежит к эндемичным видам птиц Сейшельских островов, которые смогли лучше всего приспособиться к изменяющимся условиям жизненного пространства. Жизненное пространство охватывает леса, сады, буш и мангры на высоте от уровня моря вплоть до 900 м над уровнем моря.

## Питание
При поиске корма птица очень активна, посещает гибискус и другие цветы, питаясь их нектаром. Кроме того, в её рационе имеются насекомые и пауки.

## Размножение
Птица гнездится круглый год, чаще, однако, в сентябре и октябре. Во вполне защищённом от кошек и крыс грушевидном гнезде, которое висит обычно на конце ветви, откладывается единственное яйцо. Гнездо сооружается из травы и мха, связанных между собой паутиной.